# Asplenium zamiifolium
Asplenium zamiifolium är en svartbräkenväxtart som beskrevs av Carl Ludwig Willdenow. Asplenium zamiifolium ingår i släktet Asplenium och familjen Aspleniaceae. Inga underarter finns listade.